# Alessandro Cardelli
Alessandro Cardelli (Cesena, 7 de mayo de 1991) es un político sanmarinense y uno de los Capitanes Regentes de San Marino que sirvió junto con Mirko Dolcini desde el 1 de octubre de 2020 hasta el 1 de abril de 2021. Sucedió al canciller federal austriaco Sebastian Kurz como el Jefe de Estado en ejercicio más joven del mundo.

## Biografía
Nacido en Italia, creció en Borgo Maggiore, en San Marino. Licenciado en 2015 en Derecho por la Libera Università Internazionale degli Studi Sociali Guido Carli, trabajó como abogado y notario en la República de San Marino.
A la edad de 18 años se inscribió en el Partido Demócrata Cristiano Sanmarinense.
Tras las elecciones generales del 11 de noviembre de 2012 se convirtió en miembro del Gran Consejo General en representación de su partido y juró el 5 de diciembre de 2012 a la edad de 21 años y 212 días, convirtiéndose en el parlamentario más joven en la historia de la República.
En las elecciones generales del 20 de noviembre de 2016 fue reelegido como Miembro del Gran Consejo General. El 20 de diciembre de 2016 fue nombrado Jefe de Grupo del Grupo del Consejo del Partido Demócrata Cristiano de San Marino para la XVIII legislatura. Conservó su escaño tras las elecciones generales de 2019.